# Governo di Coalizione Nazionale dell'Unione della Birmania
Il Governo di Coalizione Nazionale dell'Unione della Birmania (dall'inglese National Coalition Government of the Union of Burma la sigla NCGUB; in birmano: ပြည်ထောင်စု မြန်မာနိုင်ငံ အမျိုးသားညွန့်ပေါင်းအစိုးရ traslitterato Pyidaungzu Myanma Naingngan Amyotha Nyuntpaung Asoya) era il governo in esilio di membri dell'opposizione democratica alla dittatura militare che governava la Birmania. Fu fondato in un villaggio birmano ai confini con la Thailandia nel 1990 da politici che erano stati eletti alle elezioni del 1990, annullate dalla giunta militare. Il governo portò la propria sede in esilio a Rockville, negli Stati Uniti, e si sciolse nel 2012 dopo che la giunta militare aveva intrapreso un processo di riforme.

## Contesto storico
Dopo l'indipendenza concessa dai britannici nel 1948, la Birmania conobbe un lungo periodo di conflitti interni che portarono al colpo di Stato del 1962, con il quale le forze armate birmane guidate dal generale Ne Win presero il potere instaurando la giunta militare denominata Consiglio di Stato per la Restaurazione della Legge e dell'Ordine (CSRLO). Negli anni successivi le opposizioni politiche furono messe a tacere e i conflitti continuarono tra il governo militare e soprattutto i gruppi armati delle minoranze etniche. Negli anni ottanta l'economia nazionale peggiorò e il debito pubblico crebbe. Le grandi dimostrazioni popolari del 1988 portarono Ne Win a rassegnare le dimissioni in luglio, dopo che la polizia aveva ucciso centinaia di dimostranti. La repressione continuò e in agosto le dimostrazioni ripresero con enorme partecipazione popolare in quella che fu chiamata rivolta 8888, che si protrasse nonostante la feroce repressione fino al sanguinoso colpo di Stato del 18 settembre guidato dal generale Saw Maung, che prese il controllo del Paese. Le stime sul numero dei morti dall'inizio della crisi in agosto a fine settembre variano tra alcune centinaia e 3 000.
Nel suo primo comunicato, la nuova giunta militare confermò la volontà di indire elezioni democratiche con il sistema multipartito. In vista delle future elezioni, il 27 settembre 1988 fu fondata la Lega Nazionale per la Democrazia (LND) di cui fu eletta segretario generale Aung San Suu Kyi, che era entrata in politica in agosto a supporto delle dimostrazioni ed era diventata um simbolo del movimento. Il 31 maggio 1989 entrò in vigore la legge relativa alle future elezioni parlamentari. Quell'anno molti membri delle opposizioni, tra cui Suu Kyi, furono posti agli arresti domiciliari senza essere processati. Le elezioni si tennero il 27 maggio del 1990 e videro la schiacciante affermazione della Lega Nazionale per la Democrazia, che si aggiudicò 392 dei 485 seggi in Parlamento, contro i 10 seggi conquistati dal Partito di Unità Nazionale organizzato dai militari. Questi ultimi si rifiutarono di riconoscere la sconfitta, il 27 luglio la giunta stravolse la legge elettorale dell'anno prima annunciando che con le elezioni non erano stati votati i membri del Parlamento ma i membri dell'assemblea incaricata di stilare la nuova costituzione, e che il CSRLO avrebbe mantenuto i poteri legislativo, esecutivo e giudiziario. Nei mesi successivi il governo fece arrestare e incarcerare dozzine di parlamentari dell'opposizione e molti altri si rifugiarono all'estero.

## Storia del governo in esilio
Il 18 dicembre 1990, membri dell'NLD e di altri partiti di opposizione alla giunta militare che erano stati eletti al Parlamento si diedero convegno a Manerplaw, un villaggio dello Stato Kayin sul confine con la Thailandia. Insieme formarono il Governo di Coalizione Nazionale dell'Unione della Birmania, affidando la carica di primo ministro a Sein Win, cugino di primo grado di Aung San Suu Kyi. In seguito fu scelta come sede del governo in esilio la città di Rockville, nello stato federato del Maryland, negli Stati Uniti d'America. Oltre al raggiungimento della democrazia e del federalismo, il governo in esilio auspicava la reintroduzione di aspetti che erano stati modificati durante gli anni di dittatura militare, come la vecchia bandiera nazionale e la toponomastica. Aung San Suu Kyi in una dichiarazione contestò molte scelte politiche della giunta, come lo spostamento della capitale da Rangoon a Naypyidaw e il cambiamento del nome del Paese da Birmania a Myanmar.
I rappresentanti del governo in esilio ebbero modo di ritrovarsi solo nel luglio 1995 per un'assemblea straordinaria che si tenne nel college di Bommersvik, nei pressi della città svedese di Södertälje, pochi giorni dopo che i militari avevano rilasciato Aung San Suu Kyi, la quale era agli arresti da sei anni. Per l'occasione si diedero una nuova struttura per garantire un maggiore supporto alle iniziative di Suu Kyi, auspicando l'annunciato intervento dell'ONU nei dialoghi di riconciliazione nazionale tra i rappresentanti dell'LND, il nuovo capo della giunta militare Than Shwe e i leader delle minoranze etniche. L'assemblea di Bommersvik dichiarò decaduto il governo eletto nel 1990 a Manerplaw e ne elesse uno nuovo, a capo del quale fu confermato all'unanimità Sein Wein. Il nuovo governo riaffermò l'impegno di ottenere per la Birmania elezioni con un sistema multipatitico e il federalismo. Erano presenti anche politici eletti nel 1990 in rappresentanza delle minoranze etniche degli Stati Rakhine, Kayin, Shan e Chin.
Il governo in esilio fu definitivamente sciolto il 14 settembre 2012 per facilitare il processo di riconciliazione nazionale che era stato intrapreso nel Paese. La decisione non fu unanime, i rappresentanti in favore dello scioglimento avevano fiducia nelle capacità di Ang San Suu Kyi di ottenere risultati positivi nei colloqui con la giunta, mentre quelli contrari ritenevano che prima dello scioglimento i militari avrebbero dovuto dare maggiori segnali di apertura, come il rilascio di altri prigionieri politici, cessare le ostilità contro le minoranze etniche e abrogare leggi ingiuste.